# Lanouaille
Lanouaille (okcitansko La Noalha) je naselje in občina v francoskem departmaju Dordogne regije Akvitanije. Leta 2008 je naselje imelo 988 prebivalcev.

## Geografija
Kraj leži v pokrajini Périgord ob reki Loue in njenem levem pritoku Haute Loue, 46 km severovzhodno od Périgueuxa.

## Uprava
Lanouaille je sedež istoimenskega kantona, v katerega so poleg njegove, vključene še občine Angoisse, Dussac, Nanthiat, Payzac, Saint-Cyr-les-Champagnes, Saint-Sulpice-d'Excideuil, Sarlande, Sarrazac in Savignac-Lédrier s 5.449 prebivalci.
Kanton Lanouaille je sestavni del okrožja Nontron.

## Zanimivosti
- Château de Beaulieu,
- Château de la Durantie.